# Розмахнінське сільське поселення
Розма́хнінське сільське поселення (рос. Размахнинское сельское поселение) — сільське поселення у складі Шилкинського району Забайкальського краю Росії.
Адміністративний центр — село Розмахніно.

## Населення
Населення сільського поселення становить 1314 осіб (2019; 1370 у 2010, 1498 у 2002).

## Склад
До складу сільського поселення входять:
| Населений пункт   | Населення, осіб (2002) | Населення, осіб (2010) |
| ----------------- | ---------------------- | ---------------------- |
| Байцетуй, село    | 160                    | 143                    |
| Красноярово, село | 320                    | 248                    |
| Розмахніно, село  | 1018                   | 979                    |